# Chevenoz
 Chevenoz  es una comuna y población de Francia, en la región de Ródano-Alpes, departamento de Alta Saboya, en el distrito de Thonon-les-Bains y cantón de Abondance.
No está integrada en ninguna Communauté de communes u organismo similar.

## Demografía
| 580 | 486 | 492 | 708 | ABS. | 739 | 753 | ABS. | 730 | 741 | 784 | 786 | 801 | 787 | 777 | 740 | 745 | 770 | 742 | 730 | 598 | 560 | 597 | 545 | 504 | 420 | 409 | 374 | 375 | 359 | 425 | 502 | 554 |
| Para los censos de 1962 a 1999 la población legal corresponde a la población sin duplicidades (Fuente: INSEE [Consultar]) |     |     |     |      |     |     |      |     |     |     |     |     |     |     |     |     |     |     |     |     |     |     |     |     |     |     |     |     |     |     |     |     |